# Radio Televizija Kragujevac
Radio Televizija Kragujevac (RTK) (en serbe cyrillique : Радио Телевизија Крагујевац ; en français : Radio Télévision Kragujevac), en abrégé RTK, est une chaîne de télévision privée commerciale qui émet depuis la ville de Kragujevac en Serbie. Elle est diffusée dans les régions de Šumadija  et de Pomoravlje.
La station de radio a émis pour la première fois le 18 janvier 1970 et la chaîne de télévision en 1996.